# Un train qui part
Chansons représentant Monaco au Concours Eurovision de la chanson
Comme on s'aime
(1972) Celui qui reste et celui qui s'en va
(1974)
Singles de Marie
Vivre, laissez vivre
(1972) Rik-Rak
(1973)
Un train qui part est une chanson écrite par Boris Bergman, composée par Bernard Liamis et interprétée par la chanteuse française Marie sortie en 45 tours en 1973. 
C'est la chanson ayant été sélectionnée pour représenter Monaco au Concours Eurovision de la chanson 1973 le 7 avril à Luxembourg.

## À l'Eurovision
La chanson est intégralement interprétée en français, langue officielle de Monaco, le choix de langue étant toutefois libre de 1973 à 1976. L'orchestre est dirigé par Jean-Claude Vannier.
Un train qui part est la sixième chanson interprétée lors de la soirée du concours, suivant It's Just a Game des Bendik Singers (en) pour la Norvège et précédant Eres tú de Mocedades pour l'Espagne.
À l'issue du vote, elle obtient 85 points et se classe 8e sur 17 chansons,.

## Liste des titres
| A1. | Un train qui part | Boris Bergman, Bernard Liamis | 2:55 |
| B1. | Le Géant          | Boris Bergman, Bernard Liamis | 2:45 |

## Classements

### Classements hebdomadaires
| Classement (1973)                       | Meilleure position |
| --------------------------------------- | ------------------ |
| Belgique (Wallonie Ultratop 50 Singles) | 49                 |
| France (IFOP)                           | 19                 |

## Historique de sortie
| Pays       | Date | Format   | Label    |
| ---------- | ---- | -------- | -------- |
| France,    | 1973 | 45 tours | Pathé    |
| Allemagne  | 1973 | 45 tours | Columbia |
| Belgique   | 1973 | 45 tours | Pathé    |
| Italie     | 1973 | 45 tours | Pathé    |
| Mozambique | 1973 | 45 tours | Pathé    |
| Pays-Bas   | 1973 | 45 tours | Pathé    |